# Долбиловы
Долбиловы — древний русский дворянский род.
Род внесён в дворянскую родословную книгу: С-Петербургской, Воронежской губерний.

## История рода
Иван Васильевич Долбилов владел поместьем в Деревской пятине (1495). Миленя Долбилов состоял при Ядринском воеводе (1606). Вёрстаны новичными окладами Иван Степанович по Карачеву и Истома Васильевич по Болхову (1628). Уроженец Курмыша Клементий Афанасьевич Долбилов воевода в Лаишеве (1643), Арзамасе (1661).
Предки фамилии Долбиловых владели родовыми имениями в Курмышском уезде Симбирской губернии (1663). Потомки рода продолжали владеть предковскими имениями и приобретённым (1741) купчею крепостью в Углицком уезде Ярославской губернии. Герб потомков курмышских Долбиловых помещён в Гербовнике (Часть XII. № 95).
Ротмистры Матвей Васильевич и Василий Матвеевич — участники Чигиринского похода (1678).
Шесть представителей рода владели населёнными имениями (1699).

## Описание герба
В голубом щите вертикально золотой меч остриём вниз. Справа от меча, рогами к нему золотой полумесяц с человеческим лицом, слева солнце с человеческим лицом. Щит увенчан дворянским коронованным шлемом. Нашлемник: стоящая женщина в золотых латах и шлеме, в голубой одежде держит в левой руке золотое копьё. Намёт: голубой с золотом.

## Известные представители
- Долбилов Дивей — рейтар в Болохове.
- Долбилов Ефрем Дивеевич — московский дворянин (1692)[4].